# Bulbophyllum arfakense
Bulbophyllum arfakense är en orkidéart som beskrevs av Johannes Jacobus Smith. Bulbophyllum arfakense ingår i släktet Bulbophyllum och familjen orkidéer. Inga underarter finns listade i Catalogue of Life.